# Моя Родина (песня)
«Моя́ Ро́дина» (хорв. Moja domovina) — хорватская патриотическая песня, написанная Зринко Тутичем и Райко Дуймичем в 1991 году и записанная «Hrvatski Band Aid», исполненная многочисленными хорватскими музыкантами. Песня была аранжирована Никшей Братошем, а музыку для соло-гитары написали и сыграли Ведран Божич, Хусейн Хасанефендич и Дамир Липошек .
«Моя родина» впервые прозвучала на телеканале HTV «Дневник» 15 сентября 1991 года. Во время Отечественной войны её часто исполняли для поднятия боевого духа хорватских защитников и граждан в убежищах. «Моя родина» наряду с другими патриотическими песнями всегда звучит на хорватском радио и телевидении в День Победы и благодарности отчизне.

## Текст
| Текст на хорватском | Текст на русском |
| --- | --- |
| Svakog dana mislim na tebe Slušam vijesti, brojim korake Nemir je u srcima, a ljubav u nama Ima samo jedna istina              | Каждый день я думаю о тебе, Слушаю вести, считаю шаги Тревога в сердце, а любовь в нас, Есть только одна правда                     |
| Svaka zvijezda sija za tebe Kamen puca, pjesma putuje Tisuću generacija noćas ne spava Cijeli svijet je sada sa nama… Sa nama! | Каждая звезда сияет для тебя, Камень разбивается, песня путешествует Тысяча поколений сегодня ночью не спит Весь мир сейчас с нами. |
| Moja domovina, moja domovina, Ima snagu zlatnog žita, Ima oči boje mora, Moja zemlja Hrvatska.                                 | Моя родина, моя родина Её сила в золотой пшенице Её глаза цвета моря Моя земля Хорватия                                             |
| Vratit ću se moram doći, tu je moj dom, Moje sunce, moje nebo. Novi dan se budi kao sreća osvaja Ti si tu sa nama… Sa nama!    | Я вернусь, я должна прийти, здесь мой дом, моё солнце, моё небо Новый день приходит, побеждает как счастье Ты — здесь с нами        |